# マネジメントシステム
マネジメントシステムは、組織がその目標を達成するため、必要な課題を確実に解決することを目的とし、用いられる方針、プロセスや手続きの一連の要素である。これらの目標には、組織の運用における多くの局面 (経済的成功、安全な運営、製品品質、クライアントとの関係、法規制への適合性、労働者の管理など) が含まれる。たとえば、環境マネジメントシステムを利用することで、組織は環境のパフォーマンス向上が可能となり、また、労働安全衛生マネジメントシステム (OHSAS) を利用すると、組織は労働安全衛生のリスク制御が可能となる。
マネジメントシステムは、その利用される目的にかかわらず、多くの共通した部分があるが、共通していない他の部分については、より具体的な対応を求める場合がある。

## 概要
国際規格であるISO 9000:2015 (品質マネジメントシステム) では、3.5.3章でマネジメントシステムを以下のように定義している。
方針（3.5.8）及び目標（3.7.1），並びにその目標を達成するためのプロセス（3.4.1）を確立するための，相互に関連する又は相互に作用する，組織（3.2.1）の一連の要素。—JIS Q 9000:2015、箇条3.5.3より引用
マネジメントシステムの主要な点を単純化したものは、「計画 (Plan)、実行 (Do)、チェック (Check)、改善 (Act)」の4要素のアプローチ (PDCAサイクル) である。完全なマネジメントシステムは、目的を達成するため、管理のあらゆる側面をカバーし、パフォーマンス管理を支持することに重点をおいている。また、マネジメントシステムは、組織の習得状況に応じた、継続的な改善の対象となる。
要素には次のものが含まれる。
- リーダーシップの関与と責任
- 法律および業界標準の識別と遵守
- 従業員の選択、配置、能力保証
- 労働力の関与
- 利害関係者 (運用により局所的に影響を受けるもの) とのコミュニケーション
- 潜在的な障害、その他の危険の特定と評価
- 文書、記録、知識管理
- 文書化された手順
- プロジェクトの監視、ステータスとハンドオーバー
- インターフェース管理
- 規格と実践
- 変更管理と計画管理
- 運用準備とスタートアップ
- 危機対策
- 施設の点検、維持、管理
- 重要なシステム (クリティカルシステム) の管理
- 作業管理、作業とタスクのリスク管理の許可
- 請負業者 / 納入業者の選択と管理
- 事故 (インシデント) の報告と調査
- 監査、保証および管理システムの見直しと介入

## マネジメントシステムの例
マネジメントシステムの例は次のとおり。
- ISO 9000 : 品質マネジメントシステム規格 (QMS)
- ISO 14000 : 環境マネジメントシステム規格 (EMS)
- ISO/IEC 20000 : ITサービスマネジメントシステム規格 (ITSMS)
- FitSM : 軽量化されたITサービスマネジメント基準
- ISO 22000 : 食品安全マネジメントシステム
- ISO 22301 : 事業継続マネジメントシステム (BCMS)
- ISO/IEC 27000 : 情報セキュリティマネジメントシステム (ISMS)
- ISO 28000 : サプライチェーンセキュリティマネジメントシステム
- ISO 30000 : 船舶リサイクルマネジメントシステム
- ISO 41001 : ファシリティマネジメントシステム
- ISO 45001 : 労働安全衛生マネジメントシステム規格
- ILO-OSH : 労働安全衛生マネジメントシステム
- ISO/DIS 50001 : エネルギーマネジメントシステム規格 (EnMS)
- ISO 55000 : アセットマネジメントシステム規格
- ISO 56002 : 国際標準化機構 (ISO) のTC 279委員会のイノベーションマネジメントシステム
- SA 8000 : 社会的説明責任 (ソーシャルアカウンタビリティ)
- IAEAマネジメントシステム安全基準
- 組織的プロジェクトマネジメント成熟度モデル (OPM3)
- JIS Q 15001 : 個人情報保護マネジメントシステム規格 (PMS)

### マネジメントシステムの調和
様々なマネジメントシステム規格（英: management system standards; MSS）を統一して記述するために、ISOは規格間の調和方法を提示している。これは「ISO/IEC 専門業務用指針第1部及び統合版ISO補足指針-2021年版（ISO/IEC Directives, Part 1, Consolidated ISO Supplement, 2021）附属書SL」にて定義される。
この指針はマネジメントシステムを「『方針』『目的』『目的達成のためのプロセス』確立を目的として相互に関連・作用する一連の組織要素」と定義している。方針（英: policy）は「組織全体の意図と方向付け」、目的（英: objective）は「各階層で達成すべき結果」を意味する。すなわちマネジメントシステムの目標は「組織全体の指針が明確で、各階層の目的が正しく設定され、実行プロセスが確立した状態」を作り出すことである。そしてこれを作り出す管理システム（=マネジメントシステム）は一連の組織要素からなっている。一連の要素には組織構造・役割・責任 (responsibilities)・計画策定・運用などが含まれる。
例えば曖昧な品質方針を持ち、品質目的が明示されず、低品質な製品を組み立てるプロセスがあるとする。ここに総責任者・現場主任・検査担当からなるチーム、適切な権限、品質安定化計画といった組織要素を導入し運用する。すなわち品質マネジメントシステムを導入し運用する。その場合、まず総責任者により品質方針が明確化され、指針に沿ってチームが品質目的を設定し、新組立プロセスと検査プロセスが整備され、品質目的をクリアした製品が作られると期待できる。